# Soulcage
Soulcage (Соулкејџ) је био хардкор панк бенд из Горњег Милановца.

## Историјат
Бенд је основани 2004. године. Прве снимке су направили у Крагујевцу 2006, у студију Wild Cat где су снимили демо албум Underground - Say it proud.
Дана 14. марта 2011. свирају у крагујевачком Дому Омладине заједно са групом Hitman из Београда.
У марту 2012. наступају на хард кор фестивалу у Београду.
2013. су у Смедереву, у студију Paradox, снимили свој први албум који је издао Културни центар из Горњег Милановца 2014. Албум је промовисан у клубу Модести у Г. Милановцу.
Поред бројних концерата по клубовима, свирали су и на хуманитарном концерту за жртве мајских поплава, 25. маја 2014. у Г. Милановцу. Током јула 2014. наступају и на шестом Sawa фестивалу у Жупањи, Хрватска, а крајем године иду на грчку мини-турнеју, где свирају у Атини и Солуну.
Поред бројних свирки у Србији, бенд је наступао и у градовима других држава: Софија,(Бугарска); Солун и Атина, (Грчка).
Године 2017. Милош Банашевић и Никола Јовановић, чланови бенда, уз Јована Љешевића и Милоша Радосављевића, оснивају нову групу, Reflection.
Од тада, група "Soulcage" није активана.
Од 2021. године Никола Јовановић свира као бубњар Бјесова.

## Чланови групе
- Марко Божовић - вокал
- Милош Банашевић - гитара
- Владимир Смиљанић - бас гитара
- Никола Јовановић - бубњеви

## Дискографија

### Демо албум
- (2006)

### Албуми
- (2014)[4]

### Компилације
- (2013)[9]